# 노르마니
노르마니(Normani, 1996년 5월 31일 ~ )는 미국의 가수이자, 걸 그룹 피프스 하모니의 구성원이다.

## 음반 목록

### EP
- Normani x Calvin Harris (2018)